# Blasiger Hahnenfuß
Der Blasige Hahnenfuß (Ranunculus bullatus) ist eine Pflanzenart aus der Gattung Hahnenfuß (Ranunculus) und der Familie der Hahnenfußgewächse (Ranunculaceae).

## Beschreibung

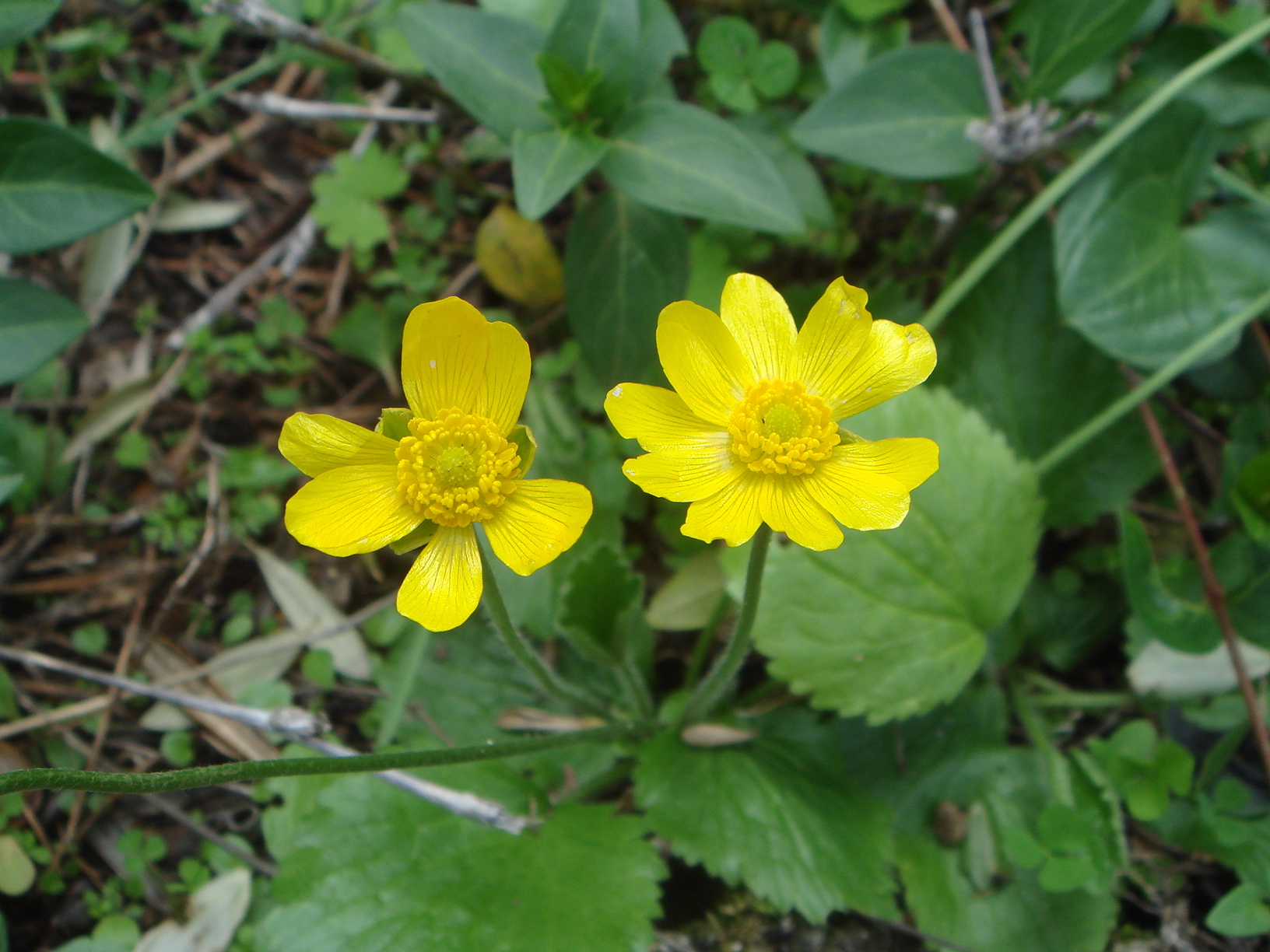
Blüte

### Vegetative Merkmale
Der Blasige Hahnenfuß ist eine ausdauernde krautige Pflanze, die Wuchshöhen von 5 bis 20 Zentimetern erreicht. Die Stängel sind weich behaart und ohne Blätter. Alle Laubblätter sind grundständig und dem Boden anliegend sowie meist gestielt. Die einfache Blattspreite ist eiförmig, mehr oder weniger nach oben gewölbt, grob gekerbt oder gezähnt und unterseits behaart.

### Generative Merkmale
Die Blütezeit reicht von September bis Februar. Der Blütenstand enthält nur eine oder zwei Blüten. Die zwittrigen Blüten sind radiärsymmetrisch und fünfzählig mit doppelter Blütenhülle. Die fünf grünlichen Kelchblätter sind behaart. Die meist fünf oder sechs, selten bis zu zehn gelben Kronblätter besitzen innen an ihrer Basis „Nektartaschen“ und sind 7 bis 14 Millimeter lang. Es sind einige freie, kurze Fruchtblätter auf einem zylindrischen Blütenboden und viele kurze Staubblätter vorhanden.
Die glatten, kahlen Früchtchen, Achänen ohne Pappus, sind bei einer Länge von etwa 1 Millimeter eiförmig, aufgeblasen und kurz geschnäbelt.
Die Chromosomenzahl beträgt 2n = 16.
Die Pflanzenteile gelten als giftig.

## Standorte
Der Blasige Hahnenfuß wächst im Mittelmeerraum in Felsfluren, in der Garigue und in Baumkulturen.

## Systematik und Verbreitung
Die Erstveröffentlichung von Ranunculus bullatus erfolgte 1753 durch Carl von Linné in Species Plantarum, Tomo 1, Seite 550. Synonyme für Ranunculus bullatus L. sind: Ranunculus supranudus Jord. & Fourr. , Ranunculus semicalvus Jord. & Fourr. 
Je nach Autor gibt es etwa zwei Unterarten:
- Ranunculus bullatus L. subsp. bullatus: Sie kommt in Marokko, Algerien, Tunesien, Spanien, auf den Balearen, auf Korsika, Kreta und in Griechenland vor.[4]
- Ranunculus bullatus subsp. cytheraeus (Halácsy) Vierh. (Syn.: Ranunculus cytheraeus (Halácsy) Baldini): Sie kommt in Griechenland, Kreta, auf Inseln in der Ägäis, auf Zypern, in Libyen und in der Türkei vor.[4]